# ابراهیم ابودیه
ابراهیم ابودَیّه الغُنَیْمات (۱۹۱۹ – ۶ مارس ۱۹۵۲) نظامی فلسطینی بود. از سال ۱۹۳۶ تا ۱۹۳۹ در نبردهای انقلاب شرکت کرد. وی با عبدالقادر الحسینی دوستی قوی داشت و در اکثر نبردهای او در منطقهٔ مرکزی فلسطین همرزم او بود. او را دومین فرد پس از عبدالقادر الحسینی در جنگ ۱۹۴۸ فلسطین می‌دانند. نام ابراهیم ابودیه پس از نبرد صوریف که در ۱۷ ژانویه ۱۹۴۸ آغاز شد و در آن ۳۵ صهیونیست و چهار فلسطینی کشته شدند در محافل جنبش ملی فلسطین شهرت یافت.

## زندگی
ابراهیم بن عبدالفتاح بن عبدالعزیز ابودیه الغنیمات در سال ۱۹۲۰ یا ۱۹۱۹ در روستای صوریف در ناحیهٔ الخلیل به دنیا آمد. تحصیلات ابتدایی خود را در مدرسهٔ آنجا به پایان رساند، سپس به الخلیل نقل مکان کرد تا در دبیرستان را در آنجا تحصیل کند. او مبارزه با قیمومیت بریتانیا و جنبش صهیونیستی را از سنین پایین آغاز کرد. هنگامی که سیزده ساله بود، در سال ۱۹۳۲ به عنوان رابط بین انقلابیون در منطقهٔ الخلیل و قدس فعالیت کرد. در سال ۱۹۳۴ به عضویت نیروهای جهاد مقدس درآمد و از سال ۱۹۳۶ تا ۱۹۳۹ در نبردهای انقلاب شرکت کرد.
وی پس از پایان جنگ جهانی دوم به حزب عربی فلسطین پیوست و با عبدالقادر الحسینی در جمع‌آوری اسلحه و انتقال آن از مصر به فلسطین و توزیع آن بین مبارزان برای تدارک ادامهٔ انقلاب علیه بریتانیایی‌ها و صهیونیست‌ها همکاری نمود. او در سال‌های ۱۹۴۷–۱۹۴۸ در بسیاری از نبردها شرکت فعال داشت. او در جنگ قسطل که در ۷ آوریل ۱۹۴۸ اتفاق افتاد، رهبری گروهی از نیروهای جهاد مقدس را برعهده داشت و گروهش اولین کسانی بودند که وارد روستای قسطل شدند. در این نبرد مجروح شد.
او در ۱ مهٔ ۱۹۴۸ نیروهای جهاد مقدس را در حمله به محلهٔ القطمون در شهر قدس، برای بازپس‌گیری آن رهبری کرد. اما نیروهای انگلیسی مانع از دستیابی آنان به این امر شدند. او در نبردهای کفار عصیون و صوریف نقش مهمی ایفا کرد که در طی آن نامش به شهرت رسید. نبرد شهرک رامات راحیل در جنوب قدس (مه ۱۹۴۸) آخرین نبرد وی بود. در این جریان نیز مجروح شد.
بر اثر مجروحیت شدیدش فلج شد و نخست در قدس مداوا شد و سپس به بیروت منتقل شد. چهار سال با درد شدید در بیمارستان بستری شد تا اینکه در بیروت در ۶ مارس ۱۹۵۲ به سن سی و سه سالگی درگذشت.